# Bahnhof Hamburg-Bergedorf
Der Bahnhof Hamburg-Bergedorf im Bezirk Bergedorf liegt zwischen den Hamburger Stadtteilen Bergedorf und Lohbrügge in unmittelbarer Nähe der Bergedorfer Innenstadt und des Einkaufszentrums City Center Bergedorf (CCB).
Der Bahnhof befindet sich an Streckenkilometer 270 der Bahnstrecke Berlin–Hamburg und wird von der Hamburger S-Bahn-Linie S2 und im Regionalverkehr der Linie RE 1 Richtung Schwarzenbek, Büchen, Schwerin, Bad Kleinen und Rostock sowie von einzelnen Fernverkehrszügen von bzw. nach Berlin und Mecklenburg-Vorpommern bedient. Von dem auf der Südseite des Bahndamms angelegten Busbahnhof gibt es Stadt- und Regionalbusverbindungen der VHH und der Autokraft zu den umliegenden Stadtteilen und Orten, u. a. den Vier- und Marschlanden, Glinde, Wentorf, Reinbek sowie Geesthacht und Lauenburg.

## Geschichte
Der Bahnhof Hamburg-Bergedorf wurde am 15. Dezember 1846 für die Berlin-Hamburger Bahn in Betrieb genommen. Der vier Jahre ältere, südlich des Bergedorfer Ortszentrums gelegene erste Bergedorfer Bahnhof der Hamburg-Bergedorfer Eisenbahn (BGE) wurde dafür nicht benutzt, da die letztendlich beschlossene und gebaute Eisenbahntrasse nach Berlin knapp 700 Meter nordwestlich davon vorbeiführte.

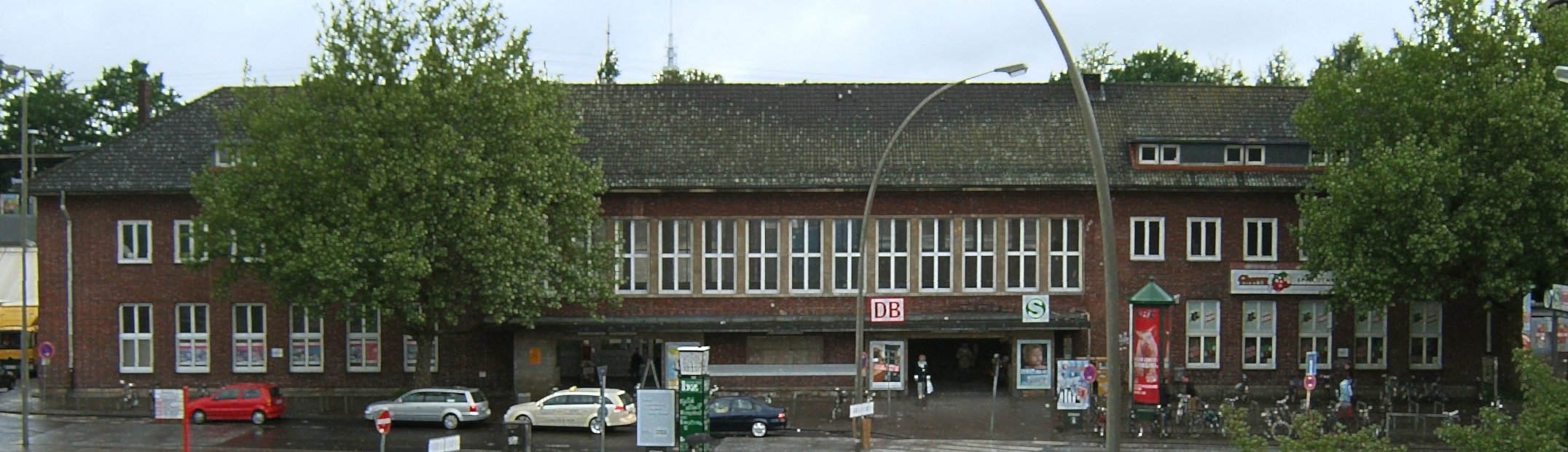
Das bis 2008 auf der Südseite des Bahndamms befindliche Empfangsgebäude

Als in den 1930er Jahren die Strecke nach Berlin im Bereich Bergedorf hochgelegt wurde, führte dies 1936/1937 zum Neubau des Empfangsgebäudes. Der Bahnhof trug zunächst die Bezeichnung Bergedorf, bevor er in Folge des Groß-Hamburg-Gesetzes zum 1. April 1938 in Hamburg-Bergedorf umbezeichnet wurde.
Auch die Züge der Bergedorf-Geesthachter Eisenbahn benutzten diesen Bahnhof. Als in den 1950er Jahren der Personenverkehr auf dieser Strecke eingestellt und das Verbindungsgleis zwischen Bergedorf Süd und dem Bahnhof Bergedorf abgebaut worden war, wurde ein Teil des nicht genutzten südlichen Bahngeländes bis Anfang der 1990er als Park-and-ride-Parkplatz genutzt; zu dieser Zeit gab es kein Gleis 1.
Nach dem Zweiten Weltkrieg nahm die Bedeutung der Strecke für den Fernverkehr nach Berlin als Folge der deutschen Teilung stark ab, so dass 1958 die zwei Gleise der Strecke von Hamburg bis Bergedorf mit der seitlichen Stromschiene der S-Bahn Hamburg ausgerüstet wurde. 1969 wurde diese Elektrifizierung über Reinbek und Wohltorf bis Aumühle weitergeführt, die verlängerte S2 ersetzte die vorherige Linie S6 mit Dampf- bzw. Dieseltraktion. Zunächst erfolgte die Bedienung durch die Linie S2, nach der Inbetriebnahme des ersten Abschnitts des City-S-Bahn-Tunnels war Bergedorf in der Hauptverkehrszeit auch Endstation einzelner Züge der Linie S20. Nach der Neuordnung der Liniennummern als Folge der Fertigstellung des Citytunnels bekam die Linie S2 die Bezeichnung S21; die Liniennummer S2 diente fortan bis zum Fahrplanwechsel im Dezember 2023 als Bezeichnung von Verstärkerfahrten, die, gewissermaßen in Nachfolge der früheren S20, den Bahnhof Bergedorf nur werktags zu den Hauptverkehrszeiten bedienten und dort auch endeten. Mit Fahrplanwechsel im Dezember 2023 wurden diese Verstärkerfahrten in die Linie S21 integriert, wodurch umsteigefreie Verbindungen von Bergedorf in den City-Tunnel entfielen; im Zuge dessen erhielt die vormalige Linie S21 wieder die Liniennummer S2 und verkehrt über die Verbindungsbahn nach Altona.
Nach der deutschen Wiedervereinigung 1990 nahm der Fern- und Regionalverkehr auf der Berliner Bahn wieder stark zu, so dass im Rahmen des Verkehrsprojektes Deutsche Einheit Nummer 2 die Strecke getrennte Fern- und S-Bahn-Gleise erhielt, die die unterschiedliche Elektrifizierung (Wechselstrom-Oberleitung für die Fernbahngleise bzw. Gleichstrom-Stromschiene für die S-Bahn-Gleise) erforderte. Gleichzeitig wurde der bisherige Bahnsteig am Gleis 2 abgerissen und ein neuer Mittelbahnsteig für den Fern- und Regionalverkehr gebaut. Am östlichen Bahnhofsende wurde das Fahrdienstleiter-Stellwerk Bfs errichtet, von dem aus der S-Bahn-Betrieb zwischen Rothenburgsort und Aumühle gesteuert wird. Die Fernbahngleise sind mit einer Linienzugbeeinflussung ausgestattet.
Um das Bahnhofsumfeld in Bergedorf neu zu gestalten, wurde das Empfangsgebäude 2008 abgerissen und durch ein neues ersetzt. Es handelt sich um das dritte Empfangsgebäude an diesem Standort.
Im Juni 2020 wurden ETCS und ATO für ab 2021 geplante automatische Kehrfahrten im Bahnhof in Betrieb genommen.

## Bauliche Anlage

### Örtliche Lage
Die insgesamt drei S-Bahn- und zwei Fernbahn-Gleise des Bahnhofs liegen zwischen der von den Gleisen überbrückten Bergedorfer Straße und der Alten Holstenstraße auf dem an dieser Stelle etwa sechs Meter hohen Bahndamm der Bahnstrecke Hamburg–Berlin.
Der 360 Meter lange Bahnsteig für die Fern- und Regionalbahn erstreckt sich gegenüber den kürzeren S-Bahnsteigen um 100 bzw. 200 Meter weiter nach Osten. Am nordöstlichen Ende des Bahnhofs schließen Abstellgleise für S-Bahn-Züge und daneben die weiterführenden Gleise nach Aumühle sowie nach Berlin an.

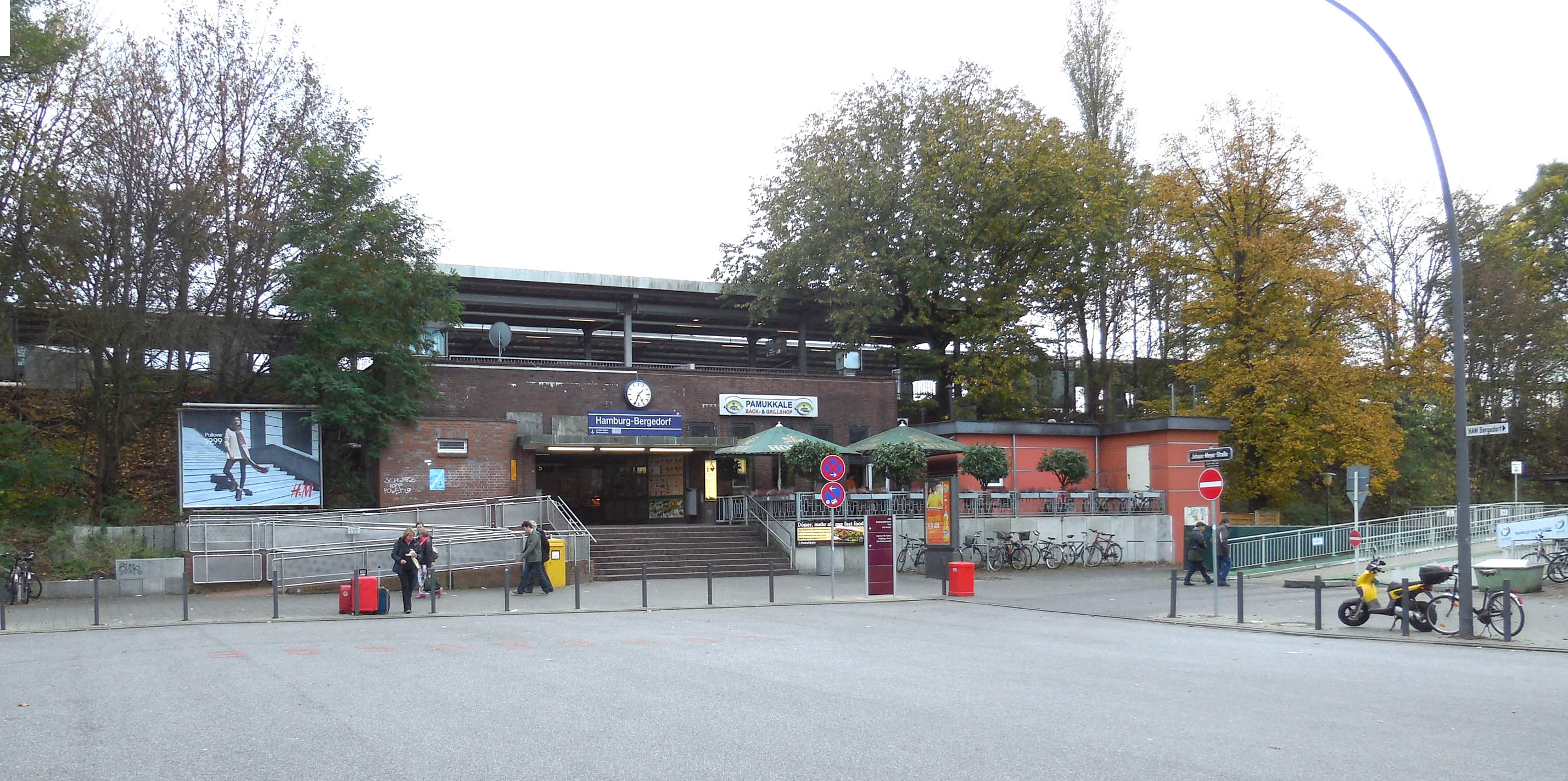
Zugang Nordseite, vom bzw. zum Stadtteil Lohbrügge

### Erschließung
Unter den fünf Bahnhofsgleisen verläuft durch den Bahndamm eine Tunnelanlage für Fußgänger, die an beiden Enden über Treppen und an der südlichen Längsseite auch über eine Rolltreppe und Aufzugsanlage vom umgebenden Straßenniveau aus zugänglich sind. Innerhalb des Tunnels sind beidseitig Treppen- und Liftzugänge zu den insgesamt drei teilweise überdachten Bahnsteigen und dem auf gleicher Höhe dazu befindlichen breiten Bussteig des neuen Busbahnhofs eingerichtet.
Im südlichen Eingangsbereich befinden sich auf zwei Ebenen insgesamt sechs Imbiss-, Restaurations- und Einzelhandelsfachgeschäfte. Der nördliche, etwa 1,2 Meter hoch gelegene Eingang vom Stadtteil Lohbrügge ist noch die alte Bausubstanz, dort befinden sich eine einfache Treppenanlage, eine im Zickzackkurs angebaute Rollstuhlrampe und zwei Imbissbetriebe.

### Anbauten

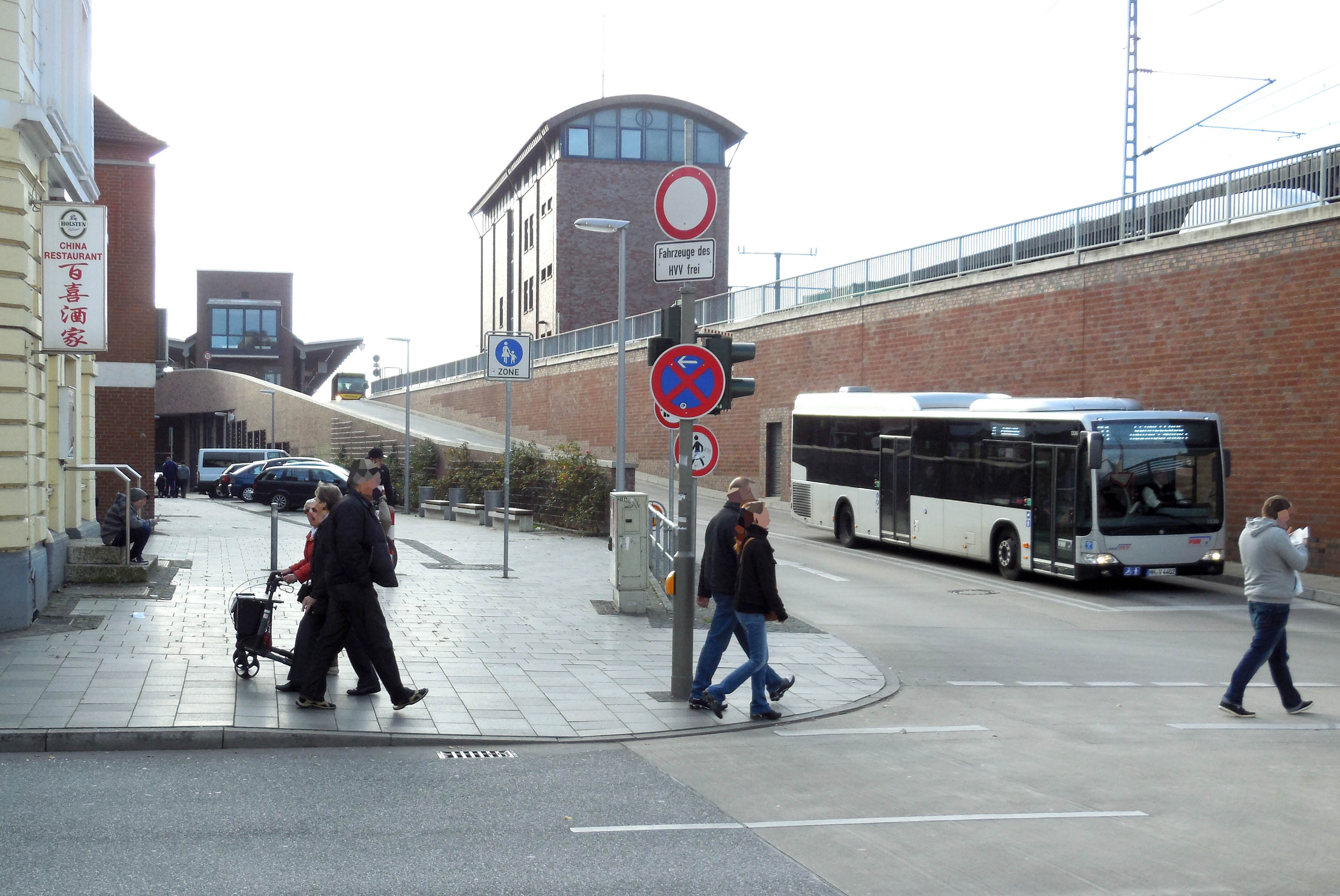
Stellwerk und östliche Bus-Auffahrrampe mit Linksverkehr südlich des Bahndamms

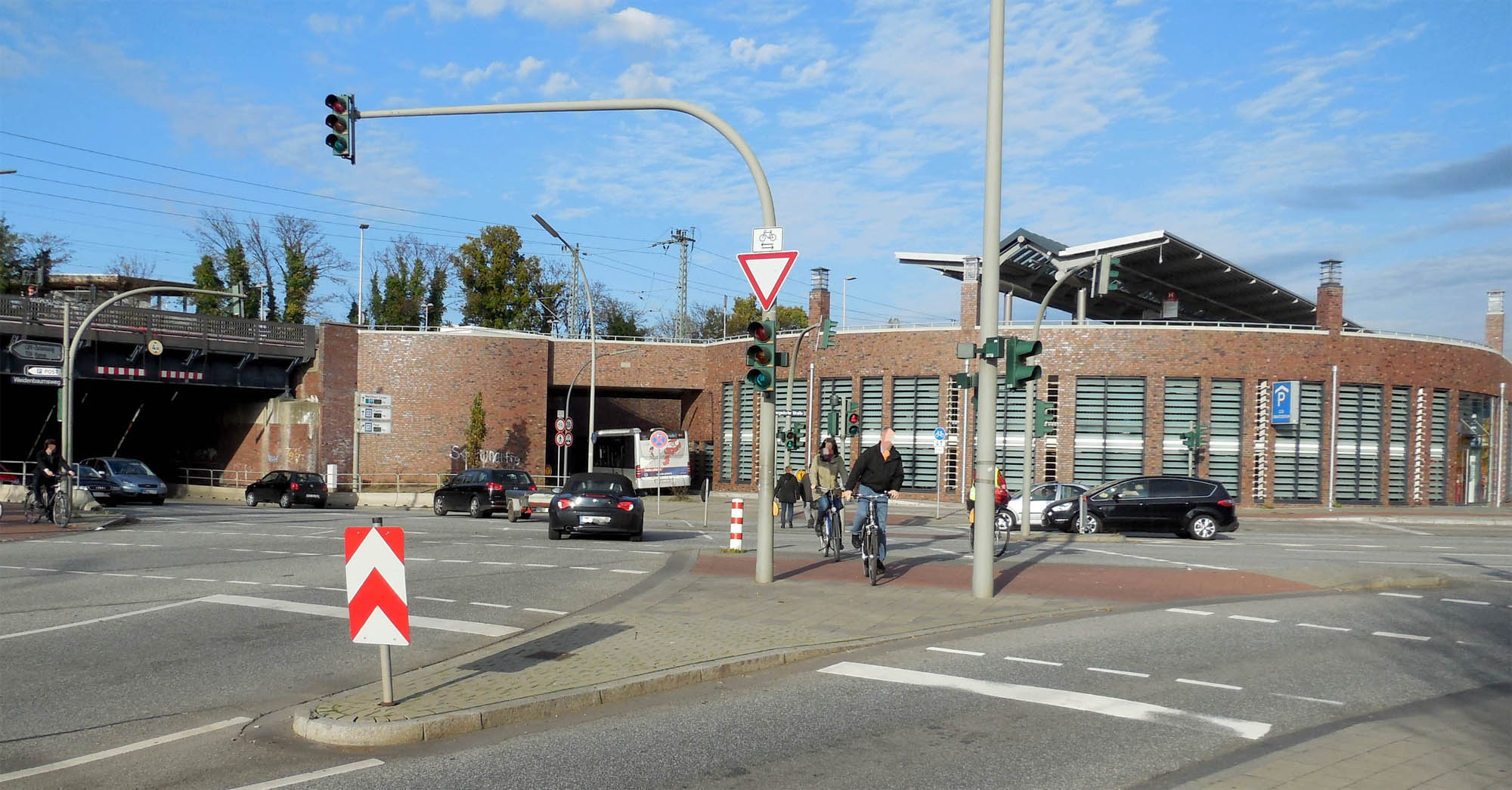
Parkhaus-Abschluss West mit Busauffahrrampe von der Bergedorfer Straße

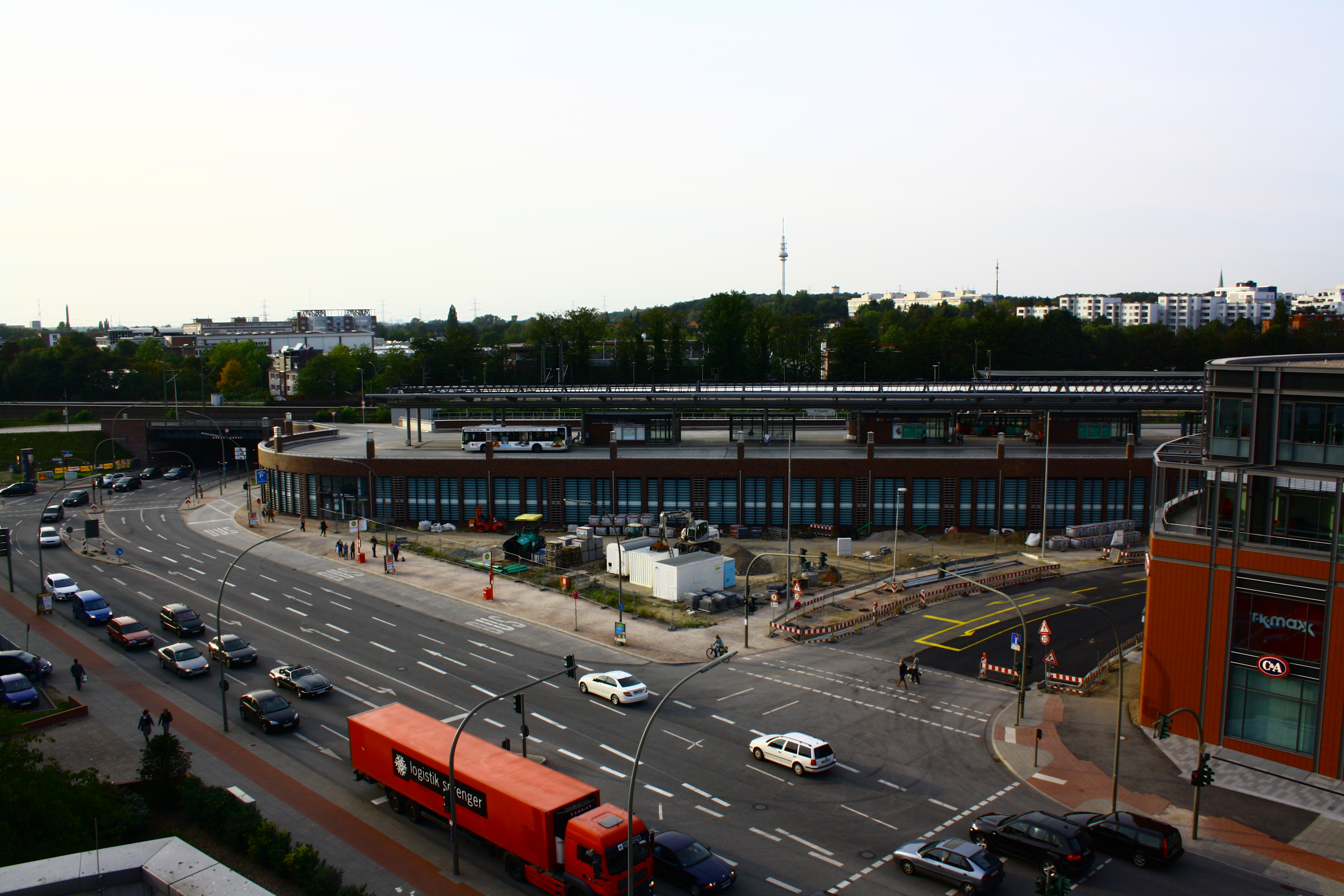
Blick auf das an den Bahndamm angesetzte Parkhaus mit dem darauf befindlichen neuen Busbahnhof

Mit dem Umbau von 2012 wurde der Klinkerbau des damaligen Empfangs- und Betriebsgebäudes sowie auch die damals ebenerdige Busbahnhofsanlage auf dem südlichen Bahnhofsvorplatz entfernt und durch einen sich über die ganze südliche Seite erstreckenden, 340 Meter langen und etwa 45 Meter tiefen, mit einer Bohrpfahlwand am Bahndamm abgegrenzten Anbau ersetzt. Dieser enthält neben dem südlichen Bahnhofseingang größtenteils ein Parkhaus mit drei Parkdecks sowie zuoberst eine überdachte Busbahnhofsanlage mit einem großen Mittelbussteig und acht Abfahrtsbereichen. In dieses Gebäude sind auch die Zufahrtsrampen für die Busse von den beiden kreuzenden Straßen integriert.
Am östlichen Ende ist unterhalb der Zufahrtsrampe von bzw. zur Alten Holstenstraße eine Fahrradstation mit Radstellplätzen sowie einem Fahrrad-Fachhandelsgeschäft eingerichtet.
Zwischen der östlichen Bus-Zufahrtsrampe und den Fernbahngleisen ist als einzelnes Gebäude auf dem verbreiterten Bahndamm das Stellwerk für die Weichen und Signalanlagen der östlich anschließenden S-Bahn-Abstellgleise und der Fernbahngleise aufgebaut.

## Bahnsteignutzung
Der S-Bahn-Verkehr wird auf den Gleisen 3 und 4 (Mittelbahnsteig) sowie auf Gleis 5 (Seitenbahnsteig) abgewickelt. Die Züge aus Aumühle verkehren meist von Gleis 5, die Züge nach Aumühle regelmäßig von Gleis 3, während die S-Bahn-Züge, die in Bergedorf beginnen oder enden, meist Gleis 4 benutzen.
Die Gleise 1 und 2 (Mittelbahnsteig) dienen heute dem Regionalverkehr nach Büchen, Schwerin und Rostock sowie einzelnen Fernverkehrszügen von bzw. nach Berlin und Mecklenburg-Vorpommern. Bis Anfang der 2000er Jahre war Hamburg-Bergedorf regulärer Halt der Interregio-Züge und, nach Umwandlung des Interregio-Verkehrs in Intercity-Linien, Intercity-Züge.

### Fernverkehr
| Linie     | Laufweg | Takt                                              | Betreiber                     |
| --------- | --- | ------------------------------------------------- | ----------------------------- |
| ICE 26    | Stralsund – Velgast – Ribnitz-Damgarten West – Rostock – Bützow – Bad Kleinen – Schwerin – Büchen – Hamburg-Bergedorf – Hamburg | ein Zugpaar täglich                               | DB Fernverkehr AG             |
| ICE/EC 27 | Hamburg-Altona – Hamburg Dammtor – Hamburg – Hamburg-Bergedorf – Büchen – Ludwigslust – Wittenberge – Berlin-Spandau – Berlin – Berlin Südkreuz – Elsterwerda – Dresden-Neustadt – Dresden – Bad Schandau – Děčín – Ústí nad Labem – Praha-Holešovice – Praha – Kolín – Pardubice – Česká Třebová – Brno – Břeclav – Kúty – Bratislava – Nové Zámky – Štúrovo – Szob – Nagymaros-Visegrád – Vác – Budapest Nyugati | ein EC-Zugpaar täglich, zudem ICE Dresden–Hamburg | České dráhy DB Fernverkehr AG |

(Stand 2021)
In den letzten Jahren kam es wiederholt zu Bauarbeiten im Bereich des Hamburger Hauptbahnhofes. Im jeweiligen Bauzeitraum wurden viele Züge der IC-Linien 26 und 30 von/nach Harburg direkt von/nach Bergedorf geleitet. Die betroffenen Züge hatten als Ersatz einen planmäßigen Halt in Bergedorf. Während der Sanierung der Schnellfahrstrecke Hannover–Würzburg hielt 2021 täglich ein ICE von Nürnberg über Fulda und Hannover nach Stralsund.

### Regionalverkehr
| Linie | Zuglauf | Zuglauf | Takt | Eisenbahnverkehrsunternehmen | Fahrzeugmaterial           |
| ----- | --- | --- | --- | ---------------------------- | -------------------------- |
| RE 1  | Hamburg Hauptbahnhof – Hamburg-Bergedorf – Schwarzenbek – Müssen – Büchen – Schwanheide – Boizenburg (Elbe) – Brahstorf – Pritzier – Hagenow Land – Kirch-Jesar – Zachum – Holthusen – Schwerin Süd – Schwerin Mitte – Schwerin Hbf (– Bad Kleinen – Ventschow – Blankenburg (Meckl) – Bützow – Schwaan – Rostock Hbf) | Hamburg Hauptbahnhof – Hamburg-Bergedorf – Schwarzenbek – Müssen – Büchen – Schwanheide – Boizenburg (Elbe) – Brahstorf – Pritzier – Hagenow Land – Kirch-Jesar – Zachum – Holthusen – Schwerin Süd – Schwerin Mitte – Schwerin Hbf (– Bad Kleinen – Ventschow – Blankenburg (Meckl) – Bützow – Schwaan – Rostock Hbf) | stündlich nach Schwerin, alle zwei Stunden weiter nach Rostock, in der Hauptverkehrszeit (HVZ) halbstündlich nach Büchen | DB Regio Nordost             | 146.2 + 5 Doppelstockwagen |

### S-Bahn
| Linie | Laufweg | Takt |
| ----- | --- | ---- |
| S 2   | Altona – Holstenstraße – Sternschanze – Dammtor – Hauptbahnhof – Berliner Tor – Rothenburgsort – Tiefstack – Billwerder-Moorfleet – Mittlerer Landweg – Allermöhe – Nettelnburg – Bergedorf – Reinbek – Wohltorf – Aumühle \|\| 10 min, in der HVZ 5 min, nach Aumühle außerhalb der HVZ alle 20 min |      |

## Städtebauliche Aspekte
Von April 2008 bis April 2012 wurde der Bahnhof umgebaut. Das bisherige Empfangsgebäude und die Häuser entlang des Bahndammes wurden abgerissen. Durch die Verlagerung des vormals ebenerdig angelegten Busbahnhofs auf das Oberdeck des neuen Parkhauses am Bahndamm wurde Platz geschaffen für Erweiterungen des Einkaufszentrums CCB, dessen Parkhaus dann abgerissen wurde.

## Güterverkehrsanlagen
An der Stelle, wo die von Berlin kommende Fernbahnstrecke westlich des Bahnhofs Bergedorf mit einer Rechtskurve in den Verlauf der ehemaligen Hamburg-Bergedorfer Eisenbahn einschwenkt, liegen südlich der Trasse auf einer Länge von 300 Metern vier Gleise nebeneinander, die ursprünglich (und gelegentlich heute noch) für den Güterverkehr genutzt wurden. Diese Gleise verlaufen über Weichen zu einem Nebengleis auf der Fernbahntrasse zusammen, das nach einem Kilometer über Weichen in die äußeren Fernbahngleis eingefädelt wird.
Dieses Abzweiggleis ist mit funktionsfähigen regulären Signaleinrichtungen ausgestattet (Stand September 2014). Das andere, östliche Ende dieser vormaligen Gütergleise läuft ebenfalls über Weichen zu einem Einzelgleis zusammen, das nach knapp einem Kilometer auf dem vormaligen End-Trassenabschnitt der Hamburg-Bergedorfer Bahn in die Gleisanlagen des noch vorhandenen Bahnhofs Bergedorf Süd der vormaligen Bergedorf-Geesthachter Eisenbahn hinein führt.